# Yohann Ploquin

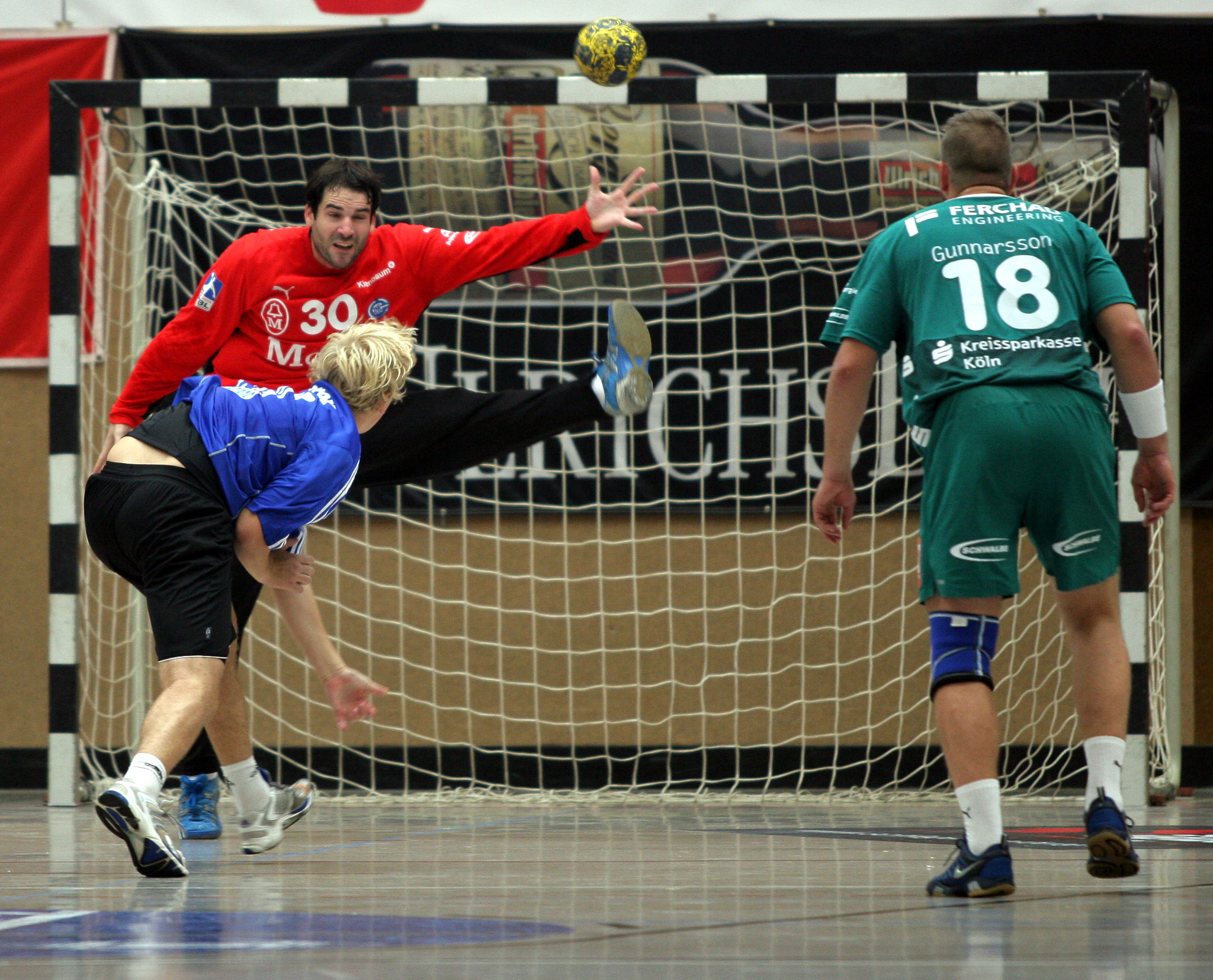
Yohann Ploquin, im Tor des VfL Gummersbach

Yohann Ploquin (* 31. Mai 1978 in La Rochelle, Frankreich) ist ein französischer Handballspieler. Er ist 1,89 m groß und wiegt 100 kg.
Ploquin spielt für den französischen Erstligisten Pays d’Aix UC. Der Torwart stand mehrere Jahre im Kader der französischen Nationalmannschaft.
Yohann Ploquin begann bei Aunis HB in seiner Heimatstadt mit dem Handballspiel, bevor er 1996  zu Girondins Bordeaux kam. Dort debütierte er in der ersten französischen Liga. 1998 zog er – wie ein Jahr vor ihm bereits Jérôme Fernandez – weiter zu Sporting Toulouse 31, dem damaligen französischen Pokalsieger. Nach der Verletzung von VfL-Torwart Goran Stojanović wechselte Yohann Ploquin am 11. August 2008 zum VfL Gummersbach in die Handball-Bundesliga. Nach zehn Wochen bei den Oberbergischen wechselte er nach dem Comeback von Goran Stojanović, zum BM Aragón. Ab dem Sommer 2009 stand er beim französischen Verein Saint-Raphaël Var Handball unter Vertrag. Vier Jahre später schloss sich Ploquin dem Ligakonkurrenten Pays d’Aix UC an. Ab dem Sommer 2015 steht er bei Chartres Métropole Handball 28 unter Vertrag.
Yohann Ploquin hat 89 Länderspiele für die französische Nationalmannschaft bestritten, wobei er hinter Thierry Omeyer aber meist nur zweiter oder dritter Torwart der Franzosen war. Bei der Handball-Europameisterschaft 2006 in der Schweiz wurde Ploquin Europameister, bei der Handball-Europameisterschaft 2008 in Norwegen gewann er Bronze. Bei der Handball-Weltmeisterschaft 2007 in Deutschland wurde er Vierter, bei den Olympischen Spielen 2004 in Athen Fünfter und bei der Handball-Europameisterschaft 2004 in Slowenien Sechster.